# Jean Charcot (navire)
Pour les articles homonymes, voir Charcot.
Le Jean Charcot est un bâtiment océanographique et hydrographique construit en 1965 par les Ateliers et chantiers du Havre. Spécialisé dans les études océanographiques et halieutiques, il navigue sous pavillon français jusqu'en 1989, puis sera revendu à diverses compagnies qui l'exploitent en mer – toujours sous le même nom – jusqu'en 2015.

## Historique
Le Jean Charcot est un bâtiment de recherches océanographiques commandé par le Centre national d'exploitation des océans (CNEXO qui deviendra l'Ifremer en 1984) pour des missions océanographiques et halieutiques sur tous les océans. Construit aux Ateliers et chantiers du Havre (ACH), il prend le nom du médecin et explorateur polaire Jean-Baptiste Charcot (1867-1936). Le navire est livré à son commanditaire en 1965, mais géré pour son équipage, le matériel et son entretien par la société publique Genavir.
Avec la mise en service de son successeur L'Atalante, il est vendu, en 1989, par l'Ifremer à la société canadienne LD-Can (association entre LD et CanOcean) qui l'utilise sous le même nom pour la cartographie sous-marine des exploitations off-shore, puis en 2002 à la société écossaise Hays Ships basée à Leith pour laquelle il assure en Europe la surveillance des pêches. En 2012, il est acquis par la société brésilienne Sao Miguel Navegacao qui l'affrète pour diverses missions dans l'Atlantique Sud jusqu'à son désarmement à Rio de Janeiro en 2015.

## Équipement
Pouvant accueillir jusqu'à 63 personnes (34 membres d'équipage et 29 scientifiques), le Jean Charcot est équipé de deux laboratoires de recherche, l'un à bâbord de 45 m2, l'autre à tribord de 52 m2.
Parmi les équipements scientifiques du Jean Charcot se trouvaient :
- Un sondeur multifaisceaux

## Carrière opérationnelle
Parmi les plus importantes missions du Jean Charcot, le navire a effectué un tour du monde de quatre ans de 1983 à 1987 – sur le modèle des grandes expéditions scientifiques du XIXe siècle – pour explorer les fonds des océans et étudier la biologie marine